# Boeing Y3
O Boeing Y3 é uma aeronave em fase de planeamento que faz parte do projecto Boeing Yellowstone. Espera-se que o Y3 seja um competidor do A380 da Airbus. Está pretendido que no futuro esta aeronave substitua o 777-300 e o 747, levando mais de 300 passageiros.